# Kobe Bryant in NBA Courtside
Kobe Bryant in NBA Courtside és un videojoc que simula el bàsquet de la lliga americana, llançat per Nintendo 64. Va ser llançat el 1998 i va rebre el Player's Choice per vendre un milió de còpies. El jugador estrella del videojoc en el qual representa el videojoc en la portada i el títol és el jugador Kobe Bryant de Los Angeles Lakers.
Al NBA Courtside hi ha la jugabilitat de cinc contra cinc. El videojoc també es mostren els jugadors i equips dels anys 1999-2000, amb tres opcions: Exhibition, Season i Playoffs. El videojoc dona l'opció al jugador de poder triar jugar una temporada completa o jugar tan sols els playoffs, i poder jugar més ràpidament la Final de l'NBA.
IGN va donar a Kobe Bryant in NBA Courtside un 7,8 sobre 10 en general, lloant els gràfics dient que l'animació, els jugadors detallats i el mode de resolució mitjana eren passables, encara que el revisor va assenyalar que els personatges rígids semblaven incòmodes.